# François Saudubray
François Saudubray est un homme politique français né le 20 octobre 1888 au Mans (Sarthe) et décédé le 30 octobre 1982 à Paris.

## Biographie
Industriel, il est conseiller général du canton du Mans-Est-Campagne quand il est élu député de la Sarthe, en 1927, lors d'une élection partielle. Battu en 1928, il retrouve un siège de député en 1936. Le 10 juillet 1940, il vote les pleins pouvoirs au maréchal Pétain.

## Sources
- « François Saudubray », dans le Dictionnaire des parlementaires français (1889-1940), sous la direction de Jean Jolly, PUF, 1960 [détail de l’édition]